# Portopalo di Capo Passero
Portopalo di Capo Passero est une commune italienne de la province de Syracuse, dans la région Sicile.

## Histoire
À Noël 1996, 283 clandestins (pakistanais, indiens et srilankais) meurent noyés à 19 milles nautiques de Portopalo, dans les eaux internationales. Ce naufrage est alors le plus meurtrier de Méditerranée depuis la Seconde Guerre mondiale, mais il est passé sous silence jusqu'en 2001 par les autorités et par les villageois, qui rejettent à la mer sitôt les cadavres repêchés.

## Économie
Les deux principales activités économiques sont la culture de la tomate de Pachino (IGP) et son port de pêche.

## Géographie
Portopalo di Capo Passero se trouve à 58 kilomètres de Syracuse. Il s'agit de la commune la plus méridionale de la Sicile continentale.

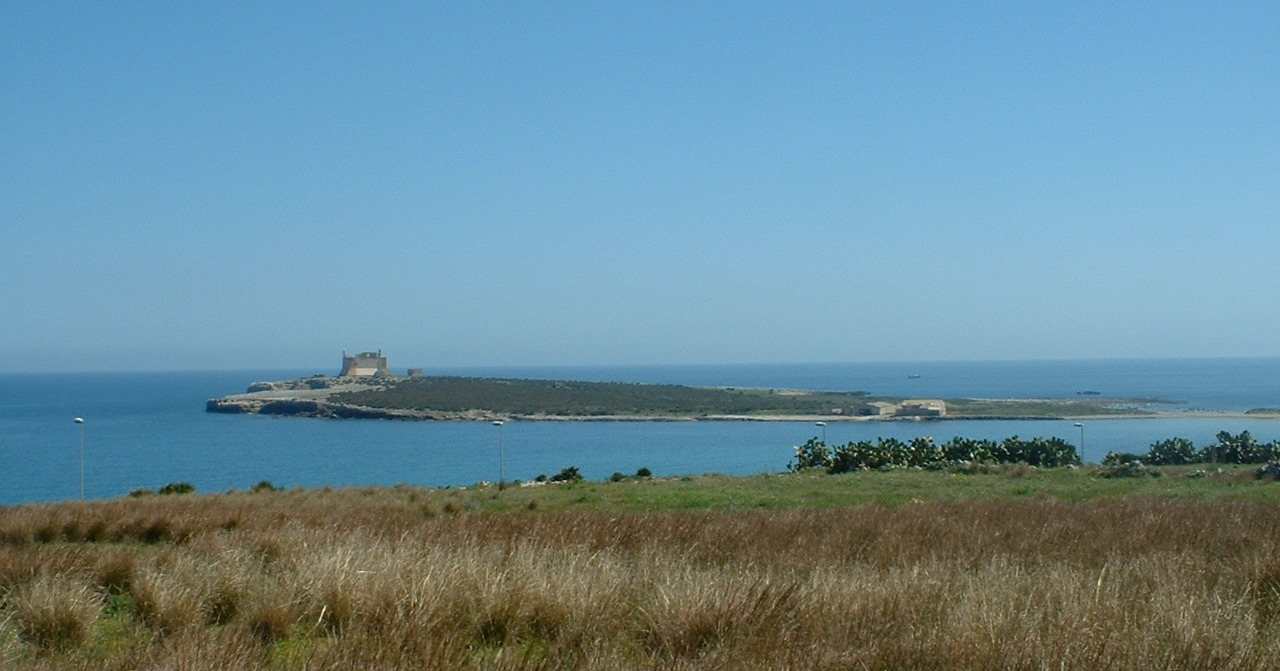
Vue de l'île de Capo Passero.

On trouve deux petites îles sur son territoire :
- l'île de Capo Passero,
- l'île des Courants (en italien Isola delle Correnti).

## Administration
| Période                                  | Période | Identité | Étiquette | Qualité |
| ---------------------------------------- | ------- | -------- | --------- | ------- |
|                                          |         |          |           |         |
| Les données manquantes sont à compléter. |         |          |           |         |

### Communes limitrophes
- Pachino.